# Коллтон (округ, Південна Кароліна)
Шаблон:StateAbbr_ 32°50′ пн. ш. 80°39′ зх. д. / 32.84° пн. ш. 80.65° зх. д.
Округ Коллтон (англ. Colleton County) — округ (графство) у штаті Південна Кароліна, США. Ідентифікатор округу 45029.

## Історія
Округ утворений 1800 року.

## Демографія
За даними перепису 
2000 року 
загальне населення округу становило 38264 осіб, зокрема міського населення було 10064, а сільського — 28200.
Серед мешканців округу чоловіків було 18327, а жінок — 19937. В окрузі було 14470 домогосподарств, 10494 родин, які мешкали в 18129 будинках.
Середній розмір родини становив 3,11.
Віковий розподіл населення поданий у таблиці:
| Стать    | До 15 років | 15-21 | 22-29 | 30-39 | 40-49 | 50-65 | 65-85 | Понад 85 |
| -------- | ----------- | ----- | ----- | ----- | ----- | ----- | ----- | -------- |
| Чоловіки | 4425        | 1843  | 1650  | 2512  | 2710  | 3128  | 1925  | 134      |
| Жінки    | 4234        | 1909  | 1779  | 2748  | 2991  | 3407  | 2510  | 359      |

## Суміжні округи
- Оранджберг — північ
- Дорчестер — північний схід
- Чарлстон — схід
- Бофорт — південь
- Гемптон — захід
- Аллендейл — захід
- Бемберг — північний захід

## Виноски
1. ↑  U.S. Decennial Census. United States Census Bureau. Архів оригіналу за 26 квітня 2015. Процитовано 16 березня 2015.
2. ↑  Historical Census Browser. University of Virginia Library. Архів оригіналу за 11 серпня 2012. Процитовано 16 березня 2015.
3. ↑  Forstall, Richard L., ред. (27 березня 1995). Population of Counties by Decennial Census: 1900 to 1990. United States Census Bureau. Архів оригіналу за 2 лютого 2015. Процитовано 16 березня 2015.
4. ↑  Census 2000 PHC-T-4. Ranking Tables for Counties: 1990 and 2000 (PDF). United States Census Bureau. 2 квітня 2001. Архів оригіналу (PDF) за 18 грудня 2014. Процитовано 16 березня 2015.
5. ↑  State & County QuickFacts. United States Census Bureau. Архів оригіналу за 6 червня 2011. Процитовано 22 листопада 2013.(англ.) Наведено за англійською вікіпедією.
6. ↑  American FactFinder. Бюро перепису населення США. Архів оригіналу за 29 липня 2011. Процитовано 31 січня 2008.

| США | Це незавершена стаття з географії США. Ви можете допомогти проєкту, виправивши або дописавши її. |